# 第101黨衛軍重戰車營
第101黨衛軍重戰車營（德语：Schwere SS-Panzerabteilung101）是二战期间隶纳粹德国党卫军的重型坦克营。随着1944年底新型虎II坦克的引进，该部队被重新编号为党卫军第501重戰車營（德语：Schwere SS-Panzerabteilung501）。